# Iban-langhuis

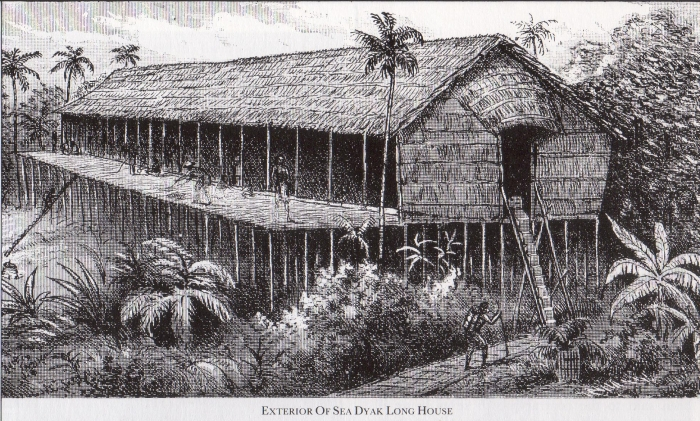
Een Iban longhouse (1896)

Een Iban-langhuis is een type van gemeenschappelijk langhuis van de Iban, een volk uit de Maleisische staat Sarawak.
In een langhuis woont een hele gemeenschap, soms bestaande uit wel zestig gezinnen. Langhuizen zijn gebouwd aan rivieren.
Een langhuis heeft vier hoofdruimten. Historisch gezien kwam men binnen via een paal, tegenwoordig gebruikt men trappen. Er is een gemeenschappelijke ruimte, de ruai, hier zitten de mannen en wordt bezoek ontvangen en vinden vergaderingen en ceremonies plaats. Ook zijn er gezinsruimten met een eigen keuken, de bilik. Daarnaast is er een veranda, de tanju. Ten slotte is er nog een zolder, de sadau, die als opslagplaats en werkruimte gebruikt wordt.